# Ruben Lagus
Ernst Ruben Lagus (Koski Hl, 12 ottobre 1896 – Lohja, 15 luglio 1959) è stato un generale finlandese, maggior generale durante la guerra d'inverno e la guerra di continuazione.
Lagus faceva parte delle truppe finlandesi addestrate dal 27º Battaglione Jäger prussiano. Durante la guerra d'inverno era responsabile dei rifornimenti delle truppe che combattevano nell'istmo careliano. Durante la guerra di continuazione fu comandante della Jääkäriprikaati (Brigata Jäger) e successivamente della Panssaridivisioona (Divisione Corazzata).
Fu il primo soldato a ricevere la Croce di Mannerheim, il 22 luglio 1941.

## Vita privata
Ruben Lagus nacque a Koski Hl (oggi Hämeenkoski) nel 1896, figlio del nobile finlandese Alexander Gabriel Lagus e di Emma Matilda Bellman.
Lagus si sposò nel 1921 con Olga Johanna Ramsay, dalla quale divorziò nel 1927 per poi risposarsi nel 1935 con Kenny Christina Emilia Gaddin. Dalla prima moglie ebbe un figlio, Olof Lagus (1925-2009), il quale prestò servizio nell'estate del 1944 nei ranghi della divisione comandata dal padre, distruggendo almeno cinque carri armati sovietici. Dopo la fine della guerra divenne avvocato.

## Prima guerra mondiale e guerra civile
Lagus si arruolò come volontario in Germania nel 1915, come molti altri suoi connazionali nel 27º Battaglione Jäger in forza all'esercito imperiale tedesco, dove si addestrò prima di essere assegnato al comando di una compagnia mitraglieri nel 1917. Prese parte ai combattimenti sul fronte orientale, nell'area del golfo di Riga.
Lagus si unì alla Guardia Bianca nel febbraio del 1918, e nella stessa occasione venne promosso tenente. Fece ritorno a Vaasa insieme al resto delle truppe finlandesi, e prese parte alla guerra civile finlandese, combattendo nelle battaglie di Tampere e Kuokkala tra le file del 2º Reggimento Jäger.

## Guerra d'inverno, di continuazione e di Lapponia
Dopo aver passato il periodo tra le due guerre mondiali fra le scuole ufficiali e gli stati maggiori di alcune unità dell'esercito finlandese, allo scoppio della guerra d'inverno Lagus si trovava presso l'Armata dell'Istmo, dove contribuì ad organizzare la difesa delle linee fortificate. Dopo una breve parentesi al comando ad interim del 14º Reggimento di Fanteria, fece ritorno al quartier generale dell'armata.

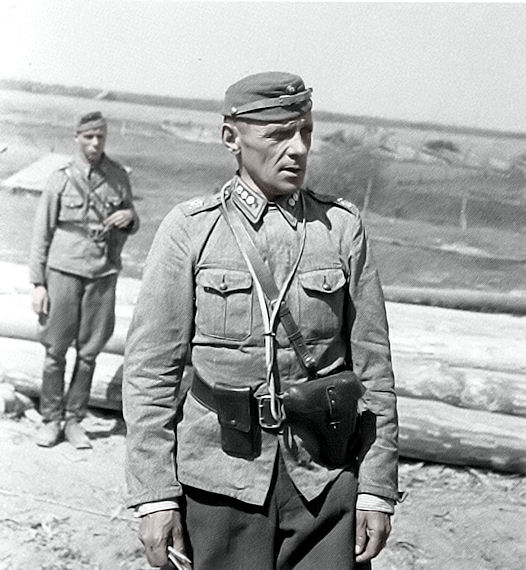
Il colonnello Ruben Lagus comandante della 1ª Brigata Jäger

Allo scoppio della guerra di continuazione Lagus divenne comandante della 1ª Brigata Jäger. L'11 luglio 1941 il generale Paavo Talvela lo nominò comandante della 5ª Divisione. In seguito il feldmaresciallo Mannerheim ritenne che Talvela avesse scavalcato la sua autorità con questa decisione, e perciò assegnò la divisione al colonnello Ilmari Karhu. Tuttavia Lagus ebbe il tempo di assumere il comando della divisione e di guidarla lungo la strada del lago Ladoga fino al fiume Tuuloksenjoki prima che il nuovo comandante potesse sostituirlo. Grazie a questa azione offensiva Mannerheim ne poté apprezzare le doti, e lo premiò con la Croce di Mannerheim di II Classe, primo in assoluto a riceverla.

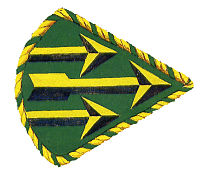
Stemma della Divisione Corazzata, soprannominata le "Frecce di Lagus"

Lagus tornò quindi a comandare la 1ª Brigata Jäger, e la guidò durante i combattimenti per la conquista di Petrozavodsk. Per questa azione fu promosso maggior generale. Successivamente la brigata venne rinforzata da un reggimento di fanteria, e assunse il nome di Distaccamento Lagus. Nel giugno del 1942 venne assegnato al comando della neonata Divisione Corazzata, che venne coinvolta in aspri combattimenti nell'istmo di Carelia fra il 1943 e il 1944.
Quando la Finlandia si arrese all'Unione Sovietica e iniziò la guerra di Lapponia contro gli ex-alleati tedeschi, Lagus e la sua divisione combatterono fino al dicembre 1944, presso Oulu, Rovaniemi e Inari.

## Dopo la guerra
Lagus prestò servizio nell'esercito fino al 1947, quando rassegnò le dimissioni per diventare amministratore delegato della Lohjan Sato, dove lavorò fino alla sua morte. Ruben Lagus morì di infarto il 15 luglio 1959 nella sua casa di Lohja, e fu sepolto nel cimitero di Hietaniemi a Helsinki.